# Hrabstwo Campbell (Wirginia)

Piramida wieku hrabstwa

Hrabstwo Campbell – hrabstwo w USA, w stanie Wirginia, według spisu z 2000 roku liczba ludności wynosiła 51078. Siedzibą hrabstwa jest Rustburg.

## Geografia
Według spisu hrabstwo zajmuje powierzchnię 1314 km², z czego 1307 km² stanowią lądy, a 7 km² – wody.

### Miasta
- Altavista
- Brookneal

### CDP
- Concord
- Rustburg
- Timberlake